# Léa Aparecida de Oliveira
Léa Aparecida de Oliveira (Distrito de Crisólia, Ouro Fino, 14 de novembro de 1955 – Mauá, 19 de junho de 1988) foi uma metalúrgica, escritora e ativista política brasileira, vereadora pelo município de Mauá, na Grande São Paulo.
Metalúrgica e ativista política pelos direitos dos trabalhadores, Léa era atuante em várias greves trabalhistas no final dos anos 1970 e começo dos anso 1980. Foi eleita vereadora para a Câmara Municipal de Mauá em 1982, ficando no mandato até 1988.

## Biografia
Léa nasceu em 1955, no distrito de Crisólia, município de Ouro Fino, em Minas Gerais. O distrito era um tema recorrente de seus poemas. Na década de 1960, a família mudou-se para São Paulo, onde fixou residência na cidade de Mauá. Foi atuante na Sociedade Amigos de Bairro, do Jardim Anchieta, onde o embrião de seu ativismo começou.
Ingressou na indústria metalúrgica, onde trabalhou de 1974 a 1982. Atuante nos movimentos dos trabalhadores, Léa participou da Comissão de Fábrica da Constanta (Grupo Philips), em Ribeirão Pires e liderou um movimento grevista de dentro da própria fábrica. Por sua liderança na greve, Léa foi presa na portaria da fábrica e levada para o DOPS para interrogatório. Ficou presa por vários dias, onde foi torturada e saiu com uma clavícula quebrada.
Decidiu viajar para a União Soviética, fugindo da perseguição política, mas a polícia foi até sua casa para procurá-la. De volta ao Brasil, a direção da Constanta lhe deu uma promoção no escritório da empresa, de maneira a afastá-la do meio dos trabalhadores. Insatisfeita, em 1979 Léa deixou a Constanta e foi trabalhar no Sindicato dos Metalúrgicos de Santo André, de junho de 1982 a março de 1983.
Léa foi atuante em vários movimentos grevistas da região do ABC paulista em 1979 e 1980, além de ter sido membro do Comitê pela Anistia.

## Política
Em 1982, Léa elegeu-se vereadora do município de Mauá, pelo Partido dos Trabalhadores (PT). Dentro do partido, foi membro do Diretório Regional do PT em São Paulo e líder da bancada na Câmara Municipal de Mauá. Foi membro atuante em vários movimentos populares como a criação do Movimento Ecológico contra a poluição da represa Billings, o movimento que impediu a venda das praças centrais de Mauá, participou da Comissão de Inquérito para averiguar a situação do Hospital e Sanatório Capiburgo, em Mauá e participou de várias greves de movimentos trabalhistas como a greve dos motoristas, dos bancários e dos operários da fábrica da Cerâmica Nara.
Em 1986, candidatou-se à deputada estadual, novamente pelo PT.

## Morte
Perto do final do mandato, Léa decidiu se dedicar às artes, sentindo-se decepcionada com os rumos da política e por não conseguir levar adiante vários projetos devido a correntes internas do partido e pela oposição de partidos contrários à sua atuação. Assim, Léa passou um mês na Colômbia, estudanto arte dramática.
Em seu retorno, Léa obteve uma vitória na câmara, impedindo uma coligação do PT com o PSB. Ao sair da câmara, em 19 de junho de 1988, Léa sofreu um grave acidente de carro e morreu no local, na saída de Mauá, aos 32 anos.

## Homenagens
Em 15 de fevereiro de 1990 o então governador de São Paulo Orestes Quércia promulgou a Lei Nº 6.708, que mudou o nome da EEPG Parque das Américas II, em Mauá, para Vereadora Léa Aparecida de Oliveira em sua homenagem.
Em 3 de abril de 2024 a Câmara Municipal de Mauá promulgou a Resolução n° 3, que denomina a sala de reuniões do primeiro andar de Léa Aparecida de Oliveira.

## Publicações
- Revoada de Pássaros Negros, Edições Mariposa, 1980
- O Sol e Eles, Massao Ohno Editores, l981;
- Etikêta com Peixes e Batatinhas, produção independente, sem data;
- Talvez Amanheça, Poemas Manuscritos, 1984;